# الحميرة (تمر)

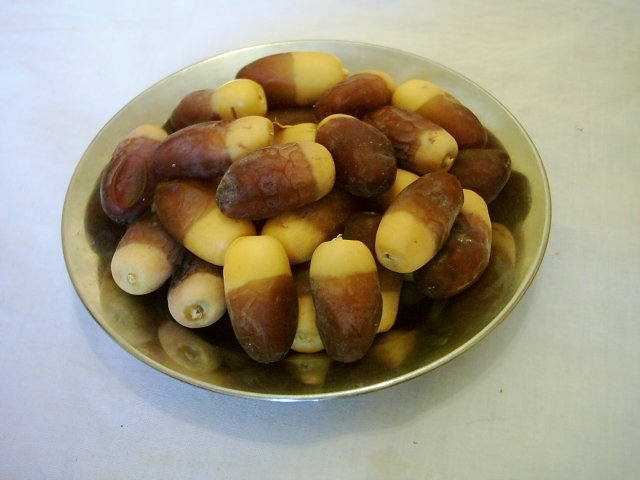
طبق من تمر الحميرة

الحميرة بسكون الحاء، هي نوع من النخيل الموجودة في منطفة الساورة تتميز بتمورها اللذيذة، وتُعد من أهم مصادر التمور بالمنطقة.